# Anomaloppia madeirensis
Anomaloppia madeirensis är en kvalsterart som beskrevs av Antonio Arillo och Subías 1990. Anomaloppia madeirensis ingår i släktet Anomaloppia och familjen Oppiidae. Inga underarter finns listade i Catalogue of Life.